# Edifici de la Pista
L'Edifici de la Pista és la seu de l'Ajuntament de Balenyà, a Osona. Va ser dissenyat per l'arquitecte Enric Miralles i Moya, amb l'ajuda de Carme Pinós. És un edifici del 1993, d'aire modern, amb una estructura d'acer i formigó i d'unes dimensions considerables. El 1994 va ser finalista del Premi FAD d'Arquitectura.

## Informació històrica
L'antiga Pista va ser l'edifici més popular de Balenyà des de la postguerra fins a la fi de la dècada dels 80 del segle xx. Era un centre cívic d'allò més complet, segons diuen els que en van poder gaudir. Al seu recinte s'hi podia trobar un bar i un espai per practicar diferents esports (bitlles, frontó de pilota basca, patinatge…). En aquesta pista, d'aquí ve el nom, és on va néixer un dels primers equips d'hoquei de la comarca. Es va començar a crear una pista nova coberta, però l'afició a l'hoquei va decaure i la nova sala es va fer servir per a festes i revetlles. S'hi també va instal·lar una pantalla de cinema.
Aquest edifici era un dels més estimats i preuats pels vilatans, però va caure en desús fins que el 1983 l'ajuntament, llavors presidit per Pere Fabré, el va comprar i el va aprofitar per encabir-hi diferents espais per a les entitats del poble, algunes aules de l'escola i Ràdio Pista, que es va inaugurar aquell mateix any.
L'ajuntament va planejar remodelar l'edifici, però vistos els costos i les subvencions que es podien obtenir, va decidir enderrocar el vell i construir-ne un de nou en un altre solar del poble. L'edifici va ser construït per a la funció de centre cívic, però en veure que no seria viable es va decidir instal·lar-hi les dependències municipals i aprofitar la sala polivalent per fer-hi actes festius o muntar-hi un rocòdrom.